# Mountbattenplan
Der Mountbattenplan ist der nach dem britischen Generalgouverneur und Vizekönig von Indien, Lord Mountbatten, benannte Maßnahmenplan der britischen Regierung zur Entlassung Britisch-Indiens in die Unabhängigkeit. Er beinhaltete die Aufteilung Britisch-Indiens in zwei Nachfolgestaaten, die Indische Union und Pakistan. Er wurde Grundlage des vom britischen Parlament verabschiedeten „Indian Independence Act“, 1947 (10 and 11 Geo VI, c. 30).

## Inhalt und Bewertung
Der am 3. Juni 1947 von Mountbatten veröffentlichte Mountbattenplan legte die administrativen Schritte und den zeitlichen Ablauf für die Aufteilung Britisch-Indiens, die Einrichtung zweier unabhängiger Dominions und die Übergabe der Staatsmacht am 15. August 1947 fest. Im Sinne der Zwei-Nationen-Theorie sollte die bisherige Kolonie nach religiösen Bevölkerungsmehrheiten, Muslime oder Hindus, in zwei unabhängige Nachfolgestaaten aufgeteilt werden; für den Punjab und Bengalen sollten dabei Grenzkommissionen eingesetzt werden, den Fürstenstaaten jedoch die Wahl gelassen werden, welchem Staat sie sich anschließen.
Sowohl die Muslimliga unter Leitung Ali Jinnahs als auch die Kongresspartei akzeptierten den Plan. Das britische Parlament verabschiedete in der Folge den Indian Independence Act und die beiden Staaten wurden im August unabhängig. Die genaue Grenzziehung gab Mountbatten erst am 16. August bekannt, bereits in seiner neuen Eigenschaft als Generalgouverneur. Über die Frage der Zugehörigkeit Kaschmirs, einer der Fürstenstaaten, kam es im Oktober zum Ersten Indisch-Pakistanischen Krieg.
Der Mountbattenplan galt zwar seinem Inhalt nach als unvermeidlich, allerdings wurde der kurze Zeitplan z. T. heftig kritisiert.